# Clarence Carnes
Clarence Victor Carnes (Daisy, 14 gennaio 1927 – Springfield, 3 ottobre 1988) è stato un criminale statunitense.
In vita, Carnes fu noto con il soprannome di "The Choctaw Kid" (Il ragazzino choctaw), essendo egli di etnia choctaw oltre che il più giovane detenuto della prigione di Alcatraz. Resta particolarmente noto per la sua partecipazione al sanguinoso tentativo di fuga noto come "Battaglia di Alcatraz".

## Biografia
Clarence Carnes, ultimogenito di cinque fratelli, nacque a Daisy, nell'Oklahoma, il 14 gennaio del 1927. All'età di 16 anni fu condannato all'ergastolo per l'assassinio di un suo amico e complice durante una rapina a mano armata. Nel 1945 Carnes evase dal carcere minorile con altri detenuti, ma fu ripreso e condannato a 99 anni, per sequestro di persona. Fu mandato alla prigione di Leavenworth, in Kansas; qui tentò nuovamente la fuga ma fu scoperto da una guardia e trasferito ad Alcatraz.

### Alcatraz
Carnes arrivò ad Alcatraz l'8 novembre 1945. Il 2 maggio 1946, Carnes e cinque altri detenuti tentarono, invano, di scappare da Alcatraz; questa fuga portò alla famosa "Battaglia di Alcatraz", nella quale morirono tre detenuti e due guardie. Dopo che la fuga andò a vuoto, Carnes fu processato per assassinio con due altri superstiti, Sam Shockley e Miran Edgar Thompson. Questi ultimi due furono condannati a morte, Carnes riuscì a cavarsela perché dichiarò che non avrebbe mai ucciso le guardie che teneva come ostaggi.
Carnes rimase ad Alcatraz fino alla sua chiusura nel 1963, passando la maggior parte del tempo in segregazione. Fu rimandato alla prigione di Leavenworth, dove rimase fino al 1973, poi fu mandato alla prigione di Springfield. Il 3 ottobre 1988 Carnes morì al Centro medico per prigionieri di Springfield, Missouri e fu seppellito in una tomba di poveri. James "Whitey" Bulger, amico di Carnes, nonché leader della famigerata Winter Hill Gang, chiese di recuperare la salma al fine di seppellirla in Oklahoma, presso il Billy Cemetery di Daisy. Bulger comprò un cofanetto di bronzo del valore di 4.000 dollari e noleggiò una macchina per trasportare i resti di Carnes dal Missouri all'Oklahoma.

## Nei media
Alcuni degli episodi vissuti da Carnes sono riportati nel libro Alcatraz: The Whole Shocking Story, pubblicato nel 1980.